# 日本個人投資家協会
特定非営利活動法人日本個人投資家協会（にほんこじんとうしかきょうかい）は、日本ではじめて誕生した個人投資家のNPO団体である。
アメリカ個人投資家協会と提携している。

## 沿革
経済評論家の長谷川慶太郎が1995年に創立。個人投資家により、ボランティアで運営されている。
海外の個人投資家団体との交流・視察を行い、日本にはない海外の制度等を学ぶ。
日本の個人投資家を代表して、日本政府や経済団体等への提言をした中で、イギリスのISA（少額投資非課税制度）にならい、日本でNISAを実現させた。

## 主な活動
- セミナー・勉強会
- 企業見学会
- 情報サイト「ジャイコミ」の運営
- 証券制度・税制に関する政策提言

日本個人投資家協会のホームページで、活動の報告を行っている。